# Marie-Anne-Amélie de Hesse-Hombourg
À ne pas confondre avec Marianne de Prusse (1913-1983).
Marie-Anne-Amélie de Hesse-Hombourg (Maria Anna Amalie von Hessen-Homburg en allemand) dite Marianne de Prusse (Marianne von Preußen), née le 13 octobre 1785 à Bad Homburg vor der Höhe et morte le 14 avril 1846 à Berlin, est une princesse de Prusse, épouse de Guillaume de Prusse. La Mariannenplatz à Berlin-Kreuzberg a été nommée en son hommage.

## Biographie
La princesse Marianne de Prusse est née en 1785 sous le nom de Marie-Anne-Amélie, comtesse de Hesse-Hombourg. Elle était la douzième enfant et la sixième fille du comte Frédéric V et de Caroline de Hesse-Darmstadt, fille aînée de Louis IX de Hesse-Darmstadt et de Caroline de Palatinat-Deux-Ponts-Birkenfeld, la « Grande landgravine ».
Elle a épousé en 1804 le prince Guillaume de Prusse (1783-1851), le frère cadet de Frédéric-Guillaume III de Prusse. De leurs noces sont nés :  
- Frédérique (1805-1806),
- Irène (1806-1806),
- Tassilo (1811-1813),
- Adalbert (1811-1873),
- Tassilo (1813-1814)
- Élisabeth (1815-1885), mariée au prince Charles de Hesse-Darmstadt,
- Waldemar (de) (1817-1849),
- Marie (1825-1889), épouse du roi Maximilien II de Bavière.

Elle est la grand-mère des rois Louis II et Othon Ier de Bavière et du grand-duc Louis IV de Hesse. 
Avec la reine Louise, Marianne de Prusse était partisane de la « faction de guerre » contre Napoléon Bonaparte. En mars 1813, Marianne publia le fameux « Appel des Princesses Royales aux femmes de Prusse » („Aufruf der königlichen Prinzessinnen an die Frauen im preußischen Staate“) et fonda l'Association patriotique des femmes („Vaterländischen Frauenverein“), ce qui la rendit célèbre. Elle a tenu des correspondances avec Heinrich Friedrich Karl vom Stein et Karl August von Hardenberg et les frères Humboldt. Elle était l'amie du poète Friedrich de la Motte-Fouqué et est devenue la première dame de la cour de Prusse après la mort de la reine Louise. Elle était également connue pour son engagement social dans les prisons berlinoises et a fondé dans le quartier de Pankow un orphelinat.
D'après son journal publié en 2006, elle est tombée amoureuse en 1822 du comte Anton zu Stolberg-Wernigerode, un ami de son mari.
En 1845, elle a visité sa ville natale Bad Homburg pour la dernière fois. Elle est morte le 14 avril 1846 d'une fièvre « nerveuse-rhumatismale » à Berlin.